# Bronquiolite
Bronquiolite é o bloqueio dos bronquíolos dos pulmões causado por uma infeção viral. Geralmente só ocorre em crianças com menos de dois anos de idade. Os sintomas mais comuns são febre, tosse, corrimento nasal, espirros e problemas respiratórios. Os casos mais graves podem estar associados a alargamento das narinas ao respirar, sons anormais ao exalar ou distensão na pele entre as costelas ao respirar. Quando a criança não consegue se alimentar de forma adequada, podem-se manifestar sinais de desidratação.
A bronquiolite é geralmente causada por uma infeção por vírus sincicial respiratório (72% dos casos) ou rinovírus humano (26% dos casos). O diagnóstico tem por base os sinais e sintomas. Geralmente não são necessários exames como radiografia de tórax ou cultura viral. Em pessoas com febre podem ser realizados exames de urina.
Não existe tratamento específico. Os cuidados de apoio na residência são geralmente suficientes. Em alguns casos pode ser necessária admissão hospitalar para oxigenoterapia, apoio à alimentação ou administração de fluidos por via intravenosa. As evidências que apoiam o uso de antibióticos, antivirais, broncodilatadores ou administração de soro fisiológico ou adrenalina através de um nebulizador ou são pouco claras ou não apoiam a sua eficácia.
Entre 10 e 30% das crianças com menos de dois anos contraem bronquiolite pelo menos uma vez na vida. A doença é mais comum durante o inverno no hemisfério norte. O risco de morte entre as crianças admitidas num hospital é de cerca de 1%. Os surtos da doença foram descritos pela primeira vez na década de 1940.

## Causas
O termo geralmente se refere à bronquiolite viral aguda, uma doença comum na infância. É geralmente causado pelo vírus sincicial respiratório (RSV). Outros agentes que causam esta doença incluem metapneumovírus humano, Influenza, parainfluenza, rinovírus, coronavírus e adenovírus.
Crianças prematuras (menos de 35 semanas), com baixo peso ao nascer ou portadoras de cardiopatia congênita possuem mais risco de contrair bronquiolite e maior probabilidade de necessitar internamento hospitalar. Há evidências de que a amamentação exclusiva protege contra bronquiolite.

## Sinais e sintomas
A bronquiolite típica afeta bebês com menos de dois anos de idade e é caracterizada pela triada: tosse, sibilância e dispneia (falta de ar) por um ou dois dias. Crepitações ou sibilos podem ser ouvidos com um estetoscópio. A criança pode ter dificuldade para respirar por vários dias. Após a fase aguda, é comum que as vias aéreas permaneçam sensíveis por várias semanas, persistindo a tosse e sibilos.

### Complicações
Alguns sinais de doença grave incluem: 
- Má alimentação (menos da metade da ingestão habitual de líquidos nas 24 horas anteriores)
- Atividade diminuída
- História de apneia
- Frequência respiratória > 70 respirações por minuto
- Catarro
- Grunhidos
- Recessão grave da parede torácica (sinal de Hoover)
- Pele azulada

## Diagnóstico
O diagnóstico é tipicamente feito por exame clínico. A radiografia de tórax é às vezes útil para excluir pneumonia bacteriana, mas não indicada em casos com sinais de complicações ou fatores de riscos como prematuridade. PCR para identificar o vírus também não é feito de rotina.

## Tratamento
O tratamento da bronquiolite geralmente é focado nos sintomas, em vez da própria infecção, de modo que a infecção seguirá seu curso e as complicações são tipicamente causadas pelos sintomas. Mesmo sem tratamento, metade dos casos melhora em duas semanas e 90% em três semanas.
Nebulização com solução salina 3% aquecida é o único tratamento com evidências claras de melhora. Adrenalina/Epinefrina e lavagem nasal possuem evidências contraditórias (alguns estudos concluem que ajuda e outros que não ajuda).

### Não eficientes
Não há evidências de que tratamento com salbutamol nem outros broncodilatadores, antibióticos, antivirais, fisioterapia respiratória ou nebulização fria previnam complicações nem acelerem a recuperação.
Corticoides e DNAse prolongam a doença, portanto são contra-indicados.